# Peristylus aliformis
Peristylus aliformis är en orkidéart som först beskrevs av Charles Schweinfurth, och fick sitt nu gällande namn av Jany Renz och Vodonaivalu. Peristylus aliformis ingår i släktet Peristylus och familjen orkidéer.
Artens utbredningsområde är Fiji. Inga underarter finns listade i Catalogue of Life.